# Serrasalmidae
Serrasalmidae là 1 họ của bộ Cá chép mỡ, gần đây được xếp là họ cá. Họ này bao gồm 94 loài với các loài nổi tiếng như Cá Pacu và Cá răng đao.

## Phân bố
Serrasalmidae sống ở tất cả hệ thống sông Đại Tây Dương lớn và vài hệ thống sông nhỏ ở Nam Mỹ, nhưng đã được mang tới các khu vực khác. Loài này phân bố ở vĩ độ dao động từ khoảng 10°B đến khoảng 35°N.

## Sinh thái
Các chế độ ăn của các loài cá serrasalmidae đạ dạng bao gồm các loại hạt, trái cây, lá, và nhiều con mồi không xương sống và có xương sống, cũng như thịt, vảy và vây cá. Hầu hết các loại trong phân ngành cá này là động vật không ăn thịt trừ cá răng đao. Ngược lại, cá răng đao từ lâu nay luôn được coi động vật ăn thịt nghiêm ngặt. Nhiều loài thay đổi khẩu phần ăn tùy thuộc vào độ tuổi và nguồn thức ăn sẵn có.

## Quan hệ với con người
Nhiều người có nhu cầu nuôi các loại cá serrasalmid làm cá cảnh. Một số loại cá pacu như Piaractus hay Colossoma có tầm quan trọng trong ngành thủy sản.
Các loại cá răng đao có giá trị ít hơn, thường được đánh bắt và bán làm đồ ăn trong các chợ địa phương. Một số loài cá răng đao đôi khi có mặt trong bể thủy sinh hoặc trở thành đồ lưu niệm. Đôi khi cá cũng cắn và làm bị thương những người đang bơi, nhưng hiếm có cuộc tấn công nghiêm trọng. Tuy nhiên, nó được coi là có hại cho thương mại và những người câu cá thể thao vì ăn mồi và làm thủng lưới.